# Heritiera kuenstleri
Heritiera kuenstleri är en malvaväxtart som först beskrevs av George King, och fick sitt nu gällande namn av André Joseph Guillaume Henri Kostermans. Heritiera kuenstleri ingår i släktet Heritiera och familjen malvaväxter. Inga underarter finns listade i Catalogue of Life.